# ラストメール
『ラストメール』（Last Mail）は、BS朝日で放送されていた連続テレビドラマ。
『ラストメール』をベースに制作された『ラストメール2〜いちじく白書〜』についても当記事で触れる。

## ラストメール
『ラストメール - Message from SUNS&RIVER -』（ラストメール-メッセージ・フロム・サンズアンドリバー）は、BS朝日にて2008年10月16日から12月19日まで、木曜日23：00 - 23：30（JST）にて放送されていた連続テレビドラマ。BS朝日とメディアミックス・ジャパン（MMJ）の共同制作。全10話。地上波ではテレビ朝日で2009年10月1日から12月3日まで、木曜日27：10 - 27：40に放送された。

### あらすじ（ラストメール）
ごく普通の女子大生・渡瀬希美（飛鳥凛）は、ある日突然姿を消した恋人・蓮見透（小柳友）の部屋で見知らぬ青い携帯電話を見つけた。その携帯を見ると、ある人物が「SUNS&RIVER」から発信していた。“この世でやり残したことを自分に代わって成し遂げてほしい”と。
希美は愛する透との再会を夢見ながら、あの世に生きる者達の“最後の願い”をひとつひとつ叶えていく。

### キャスト（ラストメール）
渡瀬希美 - 飛鳥凛
20歳の女子大生。実は極端なペシミストである。
蓮見透 - 小柳友
希美の恋人。大切な青い携帯電話を残して姿を消すが…?
新堂今日子 - 原幹恵
希美の親友。喫茶「六文銭」でアルバイトをしている。
御霊珠実 - 平岩紙
今日子がバイトする喫茶「六文銭」の店員。年齢不詳。
真田幸太郎 - 蛭子能収
喫茶「六文銭」のマスターだが、実は真田家の末裔。
田中譲
準レギュラー。ほぼ全話にカメオ出演している。

### 放送リスト（ラストメール）
| 話数   | サブタイトル         | 放送年月日     | 脚本           | 演出     | ゲストキャスト |
| ------ | -------------------- | -------------- | -------------- | -------- | --- |
| 第1話  | 天国からのメッセージ | 2008年10月16日 | 國澤真理子     | 大塚徹   | 伊東由美子、宮武美桜、山田百貴、 田原浩史（テレビ朝日アナウンサー）                                                                            |
| 第2話  | 死人に口あり!        | 2008年10月23日 | ますもとたくや | 二宮浩行 | 大林丈史、大友みなみ、歌川椎子、 加世幸市、佐藤祐一、金森純一、 佐藤剛成、岩本宗規、沼井マフラー、 大塚ぷりちー美智子、バブル川島、 アサカッチ |
| 第3話  | 素顔のままで         | 2008年10月30日 | 田辺茂範       | 大塚徹   | ト字たかお、春海四方、藤崎卓也、 酒井麻吏、小野麻亜矢、西海健二郎、 奥田崇、菊地康二、サトーヒデキ                                             |
| 第4話  | ダメ刑事の執念       | 2008年11月6日  | 加藤公平       | 大塚徹   | 乃木涼介、小杉幸彦、高原智美、わさび |
| 第5話  | 極道の家             | 2008年11月13日 | ますもとたくや | 大塚徹   | 三島ゆたか、吉田メタル、奈良坂篤、 辰巳智秋、岡田正典、田辺愛美、 澤江晃文、遠藤誠                                                             |
| 第6話  | 社長室の秘密         | 2008年11月20日 | 星友人         | 大塚徹   | 西村清孝、小柳友貴美、戸沢佑介、 上田直次郎、イラン北田                                                                                        |
| 第7話  | 嫁姑殺人事件         | 2008年11月27日 | かわしまやすお | 大塚徹   | 舟木幸、青木和代、永田耕一、有山尚宏 |
| 第8話  | お笑いイタコ対決     | 2008年12月4日  | 田辺茂範       | 二宮浩行 | 山口美也子、武藤晃子、山野海、 樋渡真司、富岡晃一郎、黒部幸英、 椿鮒子、片山享、岩手太郎、キース村上                                           |
| 第9話  | 愛とはダマすこと…    | 2008年12月11日 | 國澤真理子     | 二宮浩行 | 森田ガンツ、山本カナコ、 服部博行、山崎和如、名手寿之、 勝田和宏（テレビ朝日アナウンサー）                                                     |
| 第10話 | さよなら大切な人     | 2008年12月18日 | 國澤真理子     | 二宮浩行 | 森田ガンツ、山本カナコ、 伊東由美子、宮武美桜、山田百貴、 小川彩佳（テレビ朝日アナウンサー）                                                   |

### 主題歌（ラストメール）
- 美元智衣「Miss You」（ZAIN RECORDS）

### スタッフ（ラストメール）
- プロデューサー：川島保男（BS朝日）、清水真由美（MMJ）
- 企画協力：坂口理子
- TD：朝香昌男
- 撮影：石井豪
- 照明：諸岡亮
- VE：藤森寛明
- 技術営業：向井美和
- 音響効果：岡田貴志
- 編集：神崎亜耶
- EED：麦山正人
- MA：宮崎匡宏
- 美術プロデューサー：村上輝彦
- 美術進行：秋元博
- 衣装：雨野洋子
- メイク：加藤まり子
- スケジュール：二宮浩行、鈴木アラタ
- 記録：中村恵津子
- 助監督：後藤孝太郎
- 制作担当：秋田忠重
- スチール：山崎永寿
- 広報：勝呂恵理（BS朝日）
- AP：茂木あや香（BS朝日）、木曽貴美子
- 協力：テイクシステムズ、サンライズアート、BULL、MTO
- 制作：BS朝日、MMJ

## ラストメール2
『ラストメール2〜いちじく白書〜』（ラストメールツー いちじくはくしょ）は、BS朝日にて2009年10月15日から12月17日まで、木曜日23：00 - 23：30（JST）にて放送されていた連続テレビドラマ。BS朝日とメディアミックス・ジャパン（MMJ）の共同制作。全10話。地上波ではテレビ朝日で2010年2月26日から4月29日まで、木曜日27：10 - 27：40に放送された（第8話のみ未放送）。中村優一は本作が連続ドラマ初主演となる。

### あらすじ（ラストメール2）
山田一希（中村優一）は、唯一の肉親だった祖父・勘吉（二瓶鮫一）を亡くし、御手洗町長の計らいで、日那比多町（ひなびたちょう）役場の「とにかくやる課」の職員として臨時採用される。仕事をやる気も出なかった一希だったが、ある日一希の携帯電話に“みんなを笑わせてくれ”と書かれた差出人不明のメールが届く。
一希は「とにかくやる課」の同僚で幼なじみの静果とともに、あの世に生きる者達の“最後の願い”を叶えていく。

### キャスト（ラストメール2）
山田一希 - 中村優一
20歳。勘吉の死後、臨時職員として町役場の「とにかくやる課」で働く。
長谷川静果 - 中村静香
一希の幼なじみ。町役場「とにかくやる課」の職員。
御手洗権蔵 - 阿藤快
日那比多町町長。親友の勘吉とともに演歌歌手「ピリカラ兄弟」としてドサ回りをしていた。
小沢耕太 - 小柳心
22歳。一希の幼なじみ。寿司職人を目指し上京するが、都会の人の多さに挫折し、実家の商店を継ぐために帰郷。
那須ゴロー - なすび
年齢・職業不詳の日那比多町の住人。

### 放送リスト（ラストメール2）
| 話数   | サブタイトル         | 放送年月日     | 脚本                      | 演出     | ゲストキャスト |
| ------ | -------------------- | -------------- | ------------------------- | -------- | --- |
| 第1話  | 天国から最後のお願い | 2009年10月15日 | 國澤真理子                | 二宮浩行 | 大島蓉子、岡田正、川渕良和、 三村恭代、近藤智行                                                                        |
| 第2話  | 愛の糸コン殺人事件   | 2009年10月22日 | 金房実加                  | 堀口明洋 | 六角慎司、小川奈那、西條義将                                                                                           |
| 第3話  | さらわれた大事件     | 2009年10月29日 | 田辺茂範                  | 二宮浩行 | 山田麻衣子、岸博之 |
| 第4話  | 謎のヒナビタ原人     | 2009年11月5日  | ますもとたくや            | 二宮浩行 | 宮崎吐夢、菅野菜保之                                                                                                   |
| 第5話  | 真夏のシャッター     | 2009年11月12日 | 飯塚健                    | 飯塚健   | 加藤慶祐、森下能幸、長澤つぐみ、小西悠加                                                                               |
| 第6話  | 涙と汗の婚カツ大作戦 | 2009年11月19日 | ますもとたくや            | 堀口明洋 | 坂田聡、街田しおん、りりあん、安藤なつ                                                                                 |
| 第7話  | ママと母の深い愛     | 2009年11月26日 | 田辺茂範                  | 堀口明洋 | 齋藤ヤスカ、深沢敦、柳岡香里、ジジ・ぶぅ、 飯村真一（テレビ朝日アナウンサー）                                          |
| 第8話  | 銀行強盗と明日への詩 | 2009年12月3日  | 國澤真理子 ますもとたくや | 二宮浩行 | 川野直輝、佐藤佑介、原田悠吾、植田健、 魁三太郎                                                                        |
| 第9話  | 涙! 母との再会…      | 2009年12月10日 | 國澤真理子                | 二宮浩行 | 岩崎良美、加治木均、ヘイデル龍生、鹿内大嗣、 前川貴紀、木庭博光、西野大作、猿山愛、 飯村真一（テレビ朝日アナウンサー） |
| 第10話 | 母といちじくの秘密   | 2009年12月17日 | 國澤真理子                | 二宮浩行 | 岩崎良美、邑上睦音 |

### 主題歌（ラストメール2）
- 甲斐名都「虹のキオク」（tearbridge production）

### スタッフ（ラストメール2）
- 脚本：國澤真理子、ますもとたくや、田辺茂範、飯塚健、金房実加
- 演出：二宮浩行、堀口明洋、飯塚健
- プロデューサー：川島保男（BS朝日）、清水真由美（MMJ）
- 制作：BS朝日、MMJ